# Leonídasz Pírgosz
Leonídasz „Leon” Pírgosz (görög nyelv: Λεωνίδας "Λέων" Πύργος) (Görögország, Mantinea 1874. – ?) olimpiai bajnok görög vívómester.
A legelső újkori nyári olimpián, az 1896. évi nyári olimpiai játékokon, Athénban indult vívásban, egy versenyszámban: tőrvívás vívómestereknek számban aranyérmes lett legyőzve a francia Joanni Perronet-tet.